# Rondós (Chopin)

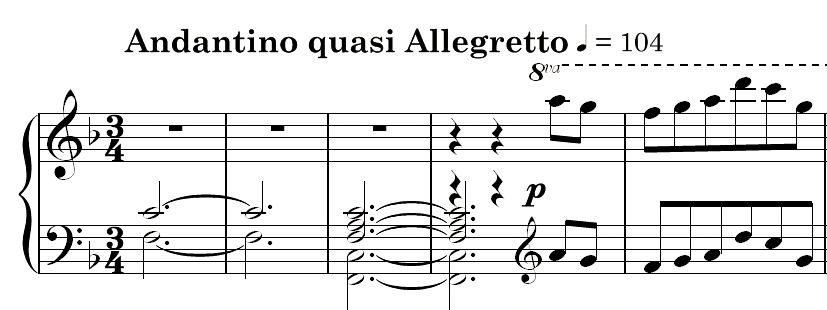
Inici del Rondó a la Krakowiak, op. 14

Frédéric Chopin va compondre cinc rondons. Són obres de joventut, quan encara vivia a Varsòvia, però també dels inicis de la seva estada a París (1833). Cal destacar que l'obra de Chopin que té el número d'opus 1 és el Rondó en do menor, que fou compost i publicat el 1825 als quinze anys.

## Context històric
Com comenta Bielecki: 
| «           | Els rondons compostos per Chopin són el testimoni d'un treball del jove compositor per familiaritzar-se amb una de les formes clàssiques bàsiques (el rondó dels clàssics vienesos com Haydn, Mozart, Beethoven i els seus imitadors), però, per altra banda, una forma de compondre en el brillant estil enlluernador –i en aquella època de moda–, que per al jove pianista era una qüestió de gran importància. En els seus últims anys, però, el compositor madur que creava els Scherzi, les balades i els estudis, va evitar el gènere del rondó independent. Els rondons que havia compost anteriorment van tenir un paper enormement significatiu en la seva obra i es refereixen generalment com a peces juvenils o virtuoses que mostren els fonaments "clàssics" de la seva formació compositiva. | » |
| — Bielecki, | |   |

## Llista derondons
- Rondó op. 1. El primer rondó, en do menor, és l'op. 1 dins l'obra de Chopin, i el va compondre quan tenia 15 anys.[2] El va dedicar a "Madame de Linde", una amiga de la família amb la qual Chopin tocava duets.[3] Va ser publicat per primera vegada amb el títol Adieu à Varsovie ('Adéu a Varsòvia') l'any 1825.[3]
- Rondó a la mazur, op. 5. Fou compost el 1826, quan tenia 16 anys i es publicà el 1828.[4] Va ser el segon dels seus quatre rondons, i està dedicat a la comtessa Alexandrine de Moriolles. Està en fa major i és l'únic dels quatre rondons que no està escrit en el compàs de 2/4.[5]
- Rondó a la Krakowiak, op. 14. Està en fa major. El va compondre el 1828 a Varsòvia sota la direcció de Józef Elsner i va sortir publicat a Leipzig el 1834. Està dedicat a la princesa polonesa Anna Zofia Sapieha. Desprèn nacionalisme polonès, ja que la Krakowiak és una dansa polonesa ràpida de Cracòvia i la Petita Polònia. Conté una variació del Caprici núm. 24 de Paganini.
- Rondó en mi bemoll major, op. 16; de vegades també s'anomena Introducció i rondó. El va compondre el 1833.[6] i el va dedicar a Caroline Hartmann.
- Rondó en do major, op. post. 73.

Si bé Chopin té poques obres considerades un rondó independent, aquesta forma musical també apareix inclosa en altres composicions més grans. Per exemple, en els moviments finals dels dos concerts per a piano i també en el Finale de la Sonata en si menor, op. 58.